# 聖沃爾普加
聖沃爾普加（Saint Walpurga）也稱為沃爾普加（Walpurga），是一位盎格魯撒克遜傳教士，曾遊歷法蘭克王國。870年，教宗亞德二世將她冊封為聖人，紀念聖日為5月1日。沃普爾吉斯之夜（Sankt Walpurgisnacht）是紀念聖沃爾普加的基督教節日，舉辦於每年的4月30日晚至5月1日。

## 生平
沃爾普加出生於英格蘭德文郡當地一個貴族家庭。父親是撒克遜人朝聖者理查（Richard the Pilgrim）。
721年，朝聖者理查和兩個兒子一起出發前往羅馬朝聖。在離開之前，他將當時11歲沃爾普加寄託到多塞特郡（Dorset）溫伯恩修道院（Wimborne Abbey）。她曾在那裡待了一年，之後收到父親在盧卡去世的消息。在圣弗雷迪亚诺圣殿完成父親的葬禮後，她的兄弟們前往羅馬朝聖。 
在此期間，沃爾普加留在溫伯恩接受教育，之後變成修女。溫伯恩的修女們擅長複製和裝飾手稿，並且以英國刺繡品（Opus Anglicanum）而聞名，採用金銀線，在華麗的絲絨上繡製圖案。這種英國刺繡在整個歐洲都有很大的需求，她在此度過了26年。
737年，圣波尼法爵在羅馬招募他的侄子協助他工作。溫妮巴爾德於7月30日抵達圖林根州，在被任命為神父。
然後她和兄弟Willibald和Winibald一起前往法蘭克王國，協助圣波尼法爵在異教徒中傳福音。由於她經過嚴格的訓練，能夠紀錄兄弟Winibald的傳記。因此，她經常被稱為英格蘭和德國的第一位女作家。
沃爾普加成為海登海姆雙重修道院的修女，該修道院由她的另一位兄弟Willibald創立。Willibald在751年去世後，她成為女修道院院長。
777年2月25日或779年，沃爾普加去世並被埋葬在海登海姆。